# Pääjärvi (sjö i Kihniö, Birkaland)
Pääjärvi är en sjö i kommunen Kihniö i landskapet Birkaland i Finland. Sjön ligger 142,6 meter över havet. Arean är 1,53 kvadratkilometer och strandlinjen är 7,07 kilometer lång. Sjön  ingår i Kyro älvs huvudavrinningsområde.   Den ligger omkring 91 km norr om Tammerfors och omkring 250 km norr om Helsingfors. 